# Helicogorgia spiralis
Helicogorgia spiralis is een zachte koraalsoort uit de familie Chrysogorgiidae. De koraalsoort komt uit het geslacht Helicogorgia. Helicogorgia spiralis werd in 1904 voor het eerst wetenschappelijk beschreven door Hickson.